# کاماندار مادژیدوف
کاماندار مادژیدوف (ترکی آذربایجانی: Kamandar Bafəli oğlu Məcidov؛ زادهٔ ۱۷ اکتبر ۱۹۶۱) کشتی‌گیر آذربایجانی و گرجستانی‌تبار اهل شوروی و بلاروس بود.